# Hyperspace
Hyperspace — четырнадцатый студийный альбом американского музыканта Бека, изданный на лейбле Capitol Records 22 ноября 2019 года. Альбом был соспродюсирован Беком и Фарреллом Уильямсом. Релизу альбома предшествовал выпуск синглов — «Saw Lightning» (15 апреля 2019), «Uneventful Days» (17 октября 2019), «Dark Places» (7 ноября 2019).

## Предыстория
Бек заявил, что у него «было несколько идей» после завершения тура в поддержку Colors, и он «хотел не упустить момента» для работы над своим собственным проектом совместно с Уильямсом после того, как Уильямс попросил его принять участие в записи альбома N.E.R.D, а также добавил, что изначально «они планировали выпустить сингл или EP, но были оба удивлены, когда поняли, как много идей для совместной работы у них есть».
10 октября 2019 года Бек разместил обложку альбома в своём Инстаграме; название альбома на обложке написано на катакане (ハイパースペース, Haipāsupēsu).

## Рецензии критиков
| Совокупная оценка    | Совокупная оценка |
| Источник             | Оценка            |
| -------------------- | ----------------- |
| Metacritic           | 76/100            |
| Оценки критиков      |                   |
| Источник             | Оценка            |
| Consequence of Sound | B−                |
| DIY                  | [ 8 ]             |
| Exclaim!             | 7/10              |
| The Guardian         | [ 10 ]            |
| NME                  | [ 11 ]            |
| Paste                | 6.7/10            |
| Slant Magazine       | [ 13 ]            |

Hyperspace был положительно встречен критиками. Так, на Metacritic по итогам 25 обзоров альбом получил в среднем 77 баллов из 100, что указывает на «в целом положительные отзывы». А. Д. Аморози из журнала Variety написал, что «Бек и Фаррелл Уильямс нашли новую жизнь в минималистичном синти-попе» на этом альбоме.

## Список композиций
Слова и музыка всех песен — Бек и Фаррелл Уильямс, кроме особо отмеченных.
| №                   | Название                                  | Автор(ы)                                  | Продюсеры                  | Длительность |
| ------------------- | ----------------------------------------- | ----------------------------------------- | -------------------------- | ------------ |
| 1.                  | «Hyperlife»                               |                                           | Уильямс Бек Дэвид Гринбаум | 1:36         |
| 2.                  | «Uneventful Days»                         |                                           | Уильямс Бек Гринбаум       | 3:17         |
| 3.                  | «Saw Lightning»                           |                                           | Уильямс Бек                | 4:01         |
| 4.                  | «Die Waiting» (при участии Скаи Феррейры) | Хэнсен Коссиско Конан Cole M. Greif-Neill | Бек Cole M G.N. Гринбаум   | 4:04         |
| 5.                  | «Chemical»                                |                                           | Уильямс Бек                | 4:18         |
| 6.                  | «See Through»                             | Хэнсен Грег Кёрстин                       | Бек Кёрстин                | 3:38         |
| 7.                  | «Hyperspace» (при участии Террелл Хайнс)  | Хэнсен Уильямс Террелл Хайнс              | Уильямс Бек Гринбаум       | 2:45         |
| 8.                  | «Stratosphere»                            | Hansen                                    | Бек Гринбаум               | 3:57         |
| 9.                  | «Dark Places»                             |                                           | Бек Уильямс                | 3:45         |
| 10.                 | «Star»                                    | Хэнсен Пол Эпуорт                         | Бек Эпуорт                 | 2:50         |
| 11.                 | «Everlasting Nothing»                     |                                           | Уильямс Бек                | 4:59         |
| Общая длительность: | Общая длительность:                       | Общая длительность:                       | Общая длительность:        | 39:16        |

## Участники записи
| Музыканты - Бек — вокал (все треки), клавишные (1, 8, 10), гитара (4, 8, 9, 11), слайд-гитара (3), пианино (3, 11), гармоника (3), бас (10) - Фаррелл Уильямс — клавишные (1–3, 5, 9, 11), ударные (2, 3, 5, 9, 11), mumbles (3) - Роджер Мэннинг мл. — клавишные (1, 8), бэк-вокал (4–6, 8, 9, 11) - Cole M.G.N. — бас (4), гитара (4), ударные (4), клавишные (4) - Скай Феррейра — вокал (4) - Алекс Лилли — бэк-вокал (4, 11) - Брент Пашке — гитара (5) - Грег Кёрстин — ударные (6), бас (6), синтезаторы (6), клавишные (6) - Террелл Хайнс — вокал (6) - Крис Мартин — вокал (8) - Ясон Фалкнер — гитара (8) - Смоки Хормел — гитара (9) - Карл Ф. Мартин — хор (11) - Кимберли Кук — хор (11) - Princess Fortier — хор (11) - Каниша Леффалл — хор (11) - Иаков Ласк — хор (11) - Вивиана Оуэнс — хор (11) - Тиана Пол — хор (11) - Тай Филлипс— хор (11) - Тунай Реймонд — хор (11) | Технический персонал - Дэвид Гринбаум — микширование (1, 4–7, 9, 10), звукоинженер, дополнительное продюсирование, дополнительное музыкальное программирование (11) - Сербан Генеа — микширование (2) - Джейсон Джошуа — микширование (3) - Шон Эверетт — микширование (8, 11) - Эндрю Коулман — звукоинженер - Майк Ларсон — звукоинженер, дополнительное музыкальное программирование (3, 11) - Дрю Браун — звукоинженер - Cole M.G.N. — звукоинженер - Грег Кёрстин — звукоинженер - Алекс Паско — звукоинженер - Джулиан Бёрг — звукоинженер - Пол Эпуорт — звукоинженер - Мэтт Уиггинс — звукоинженер - Эрик Айлендс — помощник звукоинженера - Бен Седано — помощник звукоинженера - Крис Хенри — помощник звукоинженера - Джон Хейнс — помощник микшировщика - Иван Уэймен — помощник микшировщика - Иаков Ричардс — помощник микшировщика - Майк Сиберг — помощник микшировщика - DJ Higgins — помощник микшировщика - Рэнди Меррилл — мастеринг Artwork - Джимми Таррелл — арт-директор - Абдул Али — арт-директор - Бек — концепция дизайна - Микай Карл — фотография - Пол Мур — дополнительный дизайн |

## Хит-парады
| Хит-парад (2019)                  | Лучшая позиция |
| --------------------------------- | -------------- |
| Australian Albums (ARIA)          | 33             |
| Бельгия/Фландрия (Ultratop)       | 31             |
| Бельгия/Валлония (Ultratop)       | 79             |
| Канада (Canadian Albums Chart)    | 48             |
| Чехия (ČNS IFPI)                  | 61             |
| Нидерланды (Album Top 100)        | 46             |
| French Albums (SNEP)              | 145            |
| Ирландия (IRMA)                   | 57             |
| Япония (Oricon)                   | 20             |
| Шотландия (Scottish Albums Chart) | 22             |
| Швейцария (Schweizer Hitparade)   | 33             |
| Великобритания (UK Albums Chart)  | 33             |
| США (Billboard 200)               | 40             |